# Spirit of Tasmania IV
Lo Spirit of Tasmania IV è un traghetto appartenente alla compagnia di navigazione TT-Line Company.

## Servizio
Il traghetto è stato ordinato il 21 aprile 2021 dalla TT-Line Company al cantiere navale finlandese Rauma Marine Constructions Oy di Rauma, nel quale viene impostato il 28 ottobre 2022.
Il 28 febbraio 2023, durante alcune operazioni di saldatura dello scafo, si verifica un piccolo incendio a bordo, prontamente domato dai lavoratori del cantiere.
Il 27 ottobre 2023 viene varato e battezzato Spirit of Tasmania IV.
Dal 17 al 24 giugno esegue le consuetudinarie prove in mare.
Il 12 settembre 2024 viene ufficialmente consegnato alla TT-Line Company.

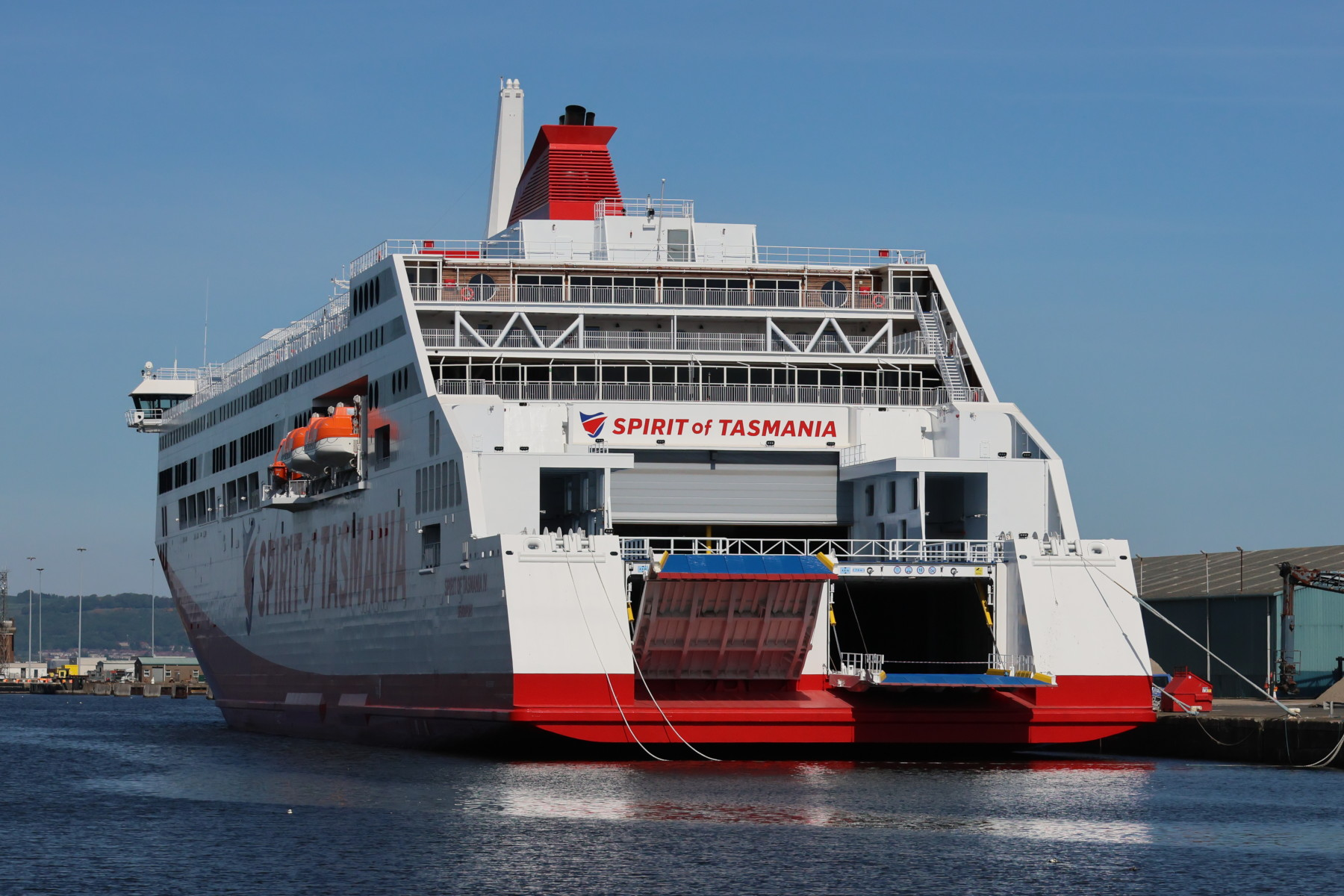
Lo Spirit of Tasmania IV in cantiere a Leith.

Il 29 novembre salpa per il cantiere navale di Leith, dove giunge il 3 dicembre successivo e dov'è attualmente in completamento.
Il 30 giugno lascia il cantiere di Leith per Hobart.
Da luglio 2026 entrerà in servizio sui collegamenti tra Devonport e Geelong in sostituzione dello Spirit of Tasmania I.

## Navi gemelle
- Spirit of Tasmania V